# Ascea
Ascea är en ort och kommun i provinsen Salerno i regionen Kampanien i Italien. Kommunen hade 5 855 invånare (2017).